# توفيق (رياضيات)

توضيح عملية التوفيق في اختيار 3 عناصر من أصل 5

التوافيق (بالإنجليزية: Combination)‏ (جمع التوفيق) أو التوفيقات (ج التوفيقة) ويسمى أيضا التوليف والتوليفة والتركيب، هي عدد التشكيلات الممكنه لانتقاء مجموعة جزئية من مجموعة كلية من العناصر عندما يكون ليس هناك أهمية للترتيب.أو بعبارة أخرى، «التوافيق» هي عبارة عن عدد الطرق التي يمكن فيها انتقاء «ر» من العناصر من ضمن «ن» من العناصر المتوفرة دون مراعاة لترتيب تسلسل العناصر المنتقاة ضمن التشكيلات الممكنة للمجموعة الجزئية.{\displaystyle \mathbf {C} (n,k)} عدد التوافيق أي مجموع الكيفيات التي يمكن أن ننتقي بها أفراد المجموعة دون مراعاة الترتيب., ويشير n لعدد أفراد المجموعة التي يراد ترتيبها. و k يرمز إلى كيفية أخذ أفراد المجموعة.
على سبيل المثال، ليكن لدينا ثلاثة فواكة وهي تفاحة وبرتقالة وكمثرى، فإنه يوجد ثلاث تشكيلات من عنصرين مختلفين منتقاه من هذه المجموعة وهي كالتالي:
تفاحه وكمثرى أو تفاحة وبرتقالة أو كمثرى وبرتقالة. بصيغة رياضية، توافيق لعدد {\displaystyle k}(k-combination) من مجموعة ما {\displaystyle S} هي مجموعة جزئية بها {\displaystyle k} من العناصر المختلفة من {\displaystyle S}. فإذا كانت المجموعة {\displaystyle S} بها {\displaystyle n} من العناصر فإن عدد توافيق لعدد {\displaystyle k} من {\displaystyle S} يساوي المعامل الثنائي المعرف بالعلاقة التالية:
{\displaystyle {n \choose k}={\frac {n\,(n-1)\ldots (n-k+1)}{k(k-1)\ldots 1}}}،
والتي يمكن كتابته بدلالة المضروب بالشكل {\displaystyle {\frac {n!}{k!(n-k)!}}} شريطة أن {\displaystyle k>n} وتساوي صفر عندما {\displaystyle k<n}. دائما يرمز لمجموعة جميع التوافيق لعدد {\displaystyle k} من مجموعة {\displaystyle S} بالرمز {\displaystyle {\binom {S}{k}}}.
التوافيق أو التراكيب هي تشكيلة مكونة من {\displaystyle k} من العناصر مأخوذة من مجموعة بها عدد {\displaystyle n} عنصر بحيث اختيار العناصر هنا يتم بنفس الوقت وبدون تكرار. في حالة السماح بالتكرار فإن التراكيب في هذه الحالة تسمى بعدة مسميات أخرى ك مختارات لعدد {\displaystyle k} (k-selection) أو مجموعة متعددة من{\displaystyle k}(k-multiset ) أو توافيق من {\displaystyle k} بتكرار (k-combination with repetition). ففي المثال السابق، إذا سمحنا بتكرار العناصر عند إنتقاء فاكهتين من مجموعة الفواكة الثلاث فإنه بالإضافة إلى ماسبق الحصول عليه سيكون لدينا ثلاث مختارات إضافية هي: تفاحتين أو برتقالتين أو اثنان من الكمثرى.
في هذا المثال من السهل كتابة جميع التوافيق الممكنة لقلة الأعداد هنا لكن هذا مستحيل في حالة الجموعات الكبرى. فعلى سبيل المثال في لعبة poker hand يمكن وصف توافيق لعدد {\displaystyle 5} من البطاقات من مختارة من {\displaystyle 52}بطاقة (أي أن {\displaystyle k=5,n=52}). لابد من أن يكون اختيار خمس بطاقات مختلفة لكن لايهم في هذه الحالة الترتيب. يوجد {\displaystyle 2,598,960}من التوافيق الممكنة في هذا المثال والذي يستحيل كتابتها جميعا لهذا العدد الكبير.

## مثال
لنفرض انه لدينا في صندوق أسود به اربع كرات ملونة سوداء وحمراء وزرقاء وصفراء ونريد سحب كرتين من الصندوق معا. عدد الحالات الممكنة هي:
n : عدد الكرات
K : عدد الكرات المراد انتقاؤها (2)
{\displaystyle \mathbf {C} (n,k)=\mathbf {C} (4,2)=\mathbf {C} _{2}^{4}={_{4}C_{2}}={4 \choose 2}={\frac {4!}{2!(4-2)!}}={\frac {4*3*2*1}{2*1*2*1}}}
أي 6 حالات ممكنة
وهي كالتالي
(سوداء، زرقاء) (حمراء، زرقاء) (زرقاء، صفراء)
(سوداء، حمراء) (حمراء، صفراء)
(سوداء، صفراء)
حيث لايوجد هنا أهمية للترتيب كون الكرتين يسحبان معا، بمعنى اوضح الثنائية (سوداء، زرقاء) هي نفسها (زرقاء، سوداء) وتعد مرة واحدة وليس مرتين.

## عددk{\displaystyle k}من التوافيق (k-combinations)
يرمز لتوافيق بعدد {\displaystyle k} من مجموعة بها {\displaystyle n} من العناصر بالرمز{\displaystyle C(n,k)} أو برموز أخرى مختلفة مثل {\displaystyle C_{k}^{n}} أو{\displaystyle {}_{n}C_{k}}أو {\displaystyle {}^{n}C_{k}}أو {\displaystyle C_{n,k}} لكن الرمز {\displaystyle C_{n}^{k}} هو المعتاد إستخدامه في الكتابات الفرنسية والرومانية والروسية والصينية. نفس العدد يستخدم في الكتب الرياضية بالرمز {\displaystyle {\binom {n}{k}}} كمعامل لمعادلة ذات الحدين
فبالتالي فإنه يسمى معامل ثنائي (binomial coefficient). بالتالي ممكن تعريف هذا العدد بالمعادلة التالية في حالة {\displaystyle k\leq n}
{\displaystyle (1+X)^{n}=\sum _{k\geq 0}{\binom {n}{k}}X^{k}}،
ومن الواضح هنا أن {\displaystyle {\binom {n}{0}}={\binom {n}{n}}=1}. في حالة فإن {\displaystyle k>n} فإن {\displaystyle {\binom {n}{k}}=0}.
ولإستخدام هذه المعاملات لحساب توافيق بعدد {\displaystyle k} من مجموعة {\displaystyle S} ، فإنه يمكن أولا اعتبار مجموعة بها {\displaystyle n} من المتغيرات المختلفة {\displaystyle X_{s}} والتي تم تمييزها بالعناصر{\displaystyle s} من {\displaystyle S} ، ثم حساب الناتج على كل عناصر {\displaystyle S} :
{\displaystyle \prod _{s\in S}(1+X_{s})}.
هذا الحاصل به {\displaystyle 2^{n}} من الحدود المختلفة مقابل كل المجموعات الجزئية من {\displaystyle S}، ومقابل كل مجموعة جزئية حاصل ضرب المتغيرات المقابلة {\displaystyle X_{s}}. نختارالآن {\displaystyle X_{s}=X} لكل قيم {\displaystyle s} فإن حاصل الضرب سيكون في هذه الحالة {\displaystyle (1+X)^{n}}والحد المقابل لكل توافيق لعدد {\displaystyle k} سيصبح {\displaystyle X^{k}}. فبالتالي فإن المعاملات الناتجة من هذه القوى يساوي عدد التوافيق لعدد {\displaystyle k} .
يمكن حساب المعاملات الثنائية مباشرة بطرق مختلفة. لحساب هذه المعاملات من {\displaystyle (1+X)^{n}} فإنه يمكن استخدام علاقة الإستدعاء الذاتي كالتالي
{\displaystyle {\binom {n}{k}}={\binom {n-1}{k-1}}+{\binom {n-1}{k}}}لكل {\displaystyle 0<k<n}.
وهذه المساواة ناتجة من {\displaystyle (1+X)^{n}=(1+X)^{n-1}(1+X)} . يتم حساب كل معامل ثنائي باستخدام التعريف
{\displaystyle {\binom {n}{k}}={\frac {n(n-1)(n-2)\ldots (n-k+1)}{k!}}}.
عندما تكون {\displaystyle k} أكبر من {\displaystyle {\frac {n}{2}}} ، فإنه سيكون هناك حدود مشتركة بين البسط والمقام بالمعامل الثنائي وباختصارها ينتج لنا
{\displaystyle {\binom {n}{k}}={\binom {n}{n-k}}} لكل {\displaystyle 0\leq k\leq n}.
أيضا يمكن كتابة المعامل الثنائي بدلالة المضروب بالتعريف التالي
{\displaystyle {\binom {n}{k}}={\frac {n!}{k!(n-k)!}}}.

### مثال لحساب التوافيق
في هذا المثال نريد حساب التوافيق لاختيار خمس كروت من بين {\displaystyle 52}كرت مختلف كالتالي{\displaystyle {52 \choose 5}={\frac {52\times 51\times 50\times 49\times 48}{5\times 4\times 3\times 2\times 1}}={\frac {311{,}875{,}200}{120}}=2{,}598{,}960.}بطريقة أخرى يمكن استخدام نفس المعادلة باستخدام صيغة المضروب لاختصار بعض الحدود المتكررة بالبسط والمقام بالطريقة التالية:
{\displaystyle {\begin{alignedat}{2}{52 \choose 5}&={\frac {52!}{5!47!}}\\[5pt]&={\frac {52\times 51\times 50\times 49\times 48\times {\cancel {47!}}}{5\times 4\times 3\times 2\times {\cancel {1}}\times {\cancel {47!}}}}\\[5pt]&={\frac {52\times 51\times 50\times 49\times 48}{5\times 4\times 3\times 2}}\\[5pt]&={\frac {(26\times {\cancel {2}})\times (17\times {\cancel {3}})\times (10\times {\cancel {5}})\times 49\times (12\times {\cancel {4}})}{{\cancel {5}}\times {\cancel {4}}\times {\cancel {3}}\times {\cancel {2}}}}\\[5pt]&={26\times 17\times 10\times 49\times 12}\\[5pt]&=2{,}598{,}960.\end{alignedat}}}
وهنا طريقة أخرى لإيجاد المطلوب بطريقة مختلفة مشابهه للطريقة الأولى لكن هنا تعتمد على الصيغة
{\displaystyle {n \choose k}={\frac {(n-0)}{1}}\times {\frac {(n-1)}{2}}\times {\frac {(n-2)}{3}}\times \cdots \times {\frac {(n-(k-1))}{k}},}
والتي تنتج التالي
{\displaystyle {52 \choose 5}={\frac {52}{1}}\times {\frac {51}{2}}\times {\frac {50}{3}}\times {\frac {49}{4}}\times {\frac {48}{5}}=2{,}598{,}960.}
باستخدام نفس الصيغة بدلالة المضروب وبدون أي اختصار أو تبسيط للحساب فإن هذا يتطلب حسابات أطول كما يلي:
{\displaystyle {\begin{aligned}{52 \choose 5}&={\frac {n!}{k!(n-k)!}}={\frac {52!}{5!(52-5)!}}={\frac {52!}{5!47!}}\\[6pt]&={\tfrac {80,658,175,170,943,878,571,660,636,856,403,766,975,289,505,440,883,277,824,000,000,000,000}{120\times 258,623,241,511,168,180,642,964,355,153,611,979,969,197,632,389,120,000,000,000}}\\[6pt]&=2{,}598{,}960.\end{aligned}}}